# Wahlen zum Repräsentantenhaus der Vereinigten Staaten 1824
Die Wahlen zum Repräsentantenhaus der Vereinigten Staaten 1824 fanden ab dem 7. Juli 1824 statt. Dabei wurden in den Vereinigten Staaten an verschiedenen Wahltagen die Abgeordneten des Repräsentantenhauses gewählt. Die Wahlen waren Teil der allgemeinen Wahlen zum 19. Kongress der Vereinigten Staaten in jenem Jahr, bei denen auch ein Drittel der US-Senatoren gewählt wurden. Gleichzeitig fand auch die Präsidentschaftswahl des Jahres 1824 statt, die John Quincy Adams erst nach einer Abstimmung im Repräsentantenhaus gewann.

## Hintergrund
Zum Zeitpunkt der Wahlen bestanden die Vereinigten Staaten aus 24 Bundesstaaten. Die Zahl der zu wählenden Abgeordneten betrug 213. Die Sitzverteilung im Repräsentantenhaus basierte auf der Volkszählung von 1820. Im Vergleich zur Wahl des Jahres 1822 hatte sich die Parteienlandschaft geändert. Die Föderalistische Partei hatte sich aufgelöst und spielte bundespolitisch keine Rolle mehr. Die Demokratisch-Republikanische Partei war vor allem in zwei Flügel zerfallen. Ein Flügel wurde nach ihrem Anführer Andrew Jackson benannt (Jacksonians). Dessen Gegner fanden sich im anderen Parteiflügel, deren Mitglieder sich Anti-Jacksonians nannten. Angeführt wurde dieser Flügel von Präsident John Quincy Adams und Henry Clay. Die Jacksonians formierten sich Ende der 1820er Jahre zur Demokratischen Partei. Aus den Anti-Jacksonians wurde dann die National Republican Party und noch etwas später die Whig Party. Alle drei Wahlen des Jahres 1824 (Präsidentschaft, Senat und Repräsentantenhaus) waren hart umkämpft und endeten mit knappen Ergebnissen. Die Präsidentschaftswahl wurde erst im Senat entschieden. Im Repräsentantenhaus erreichten die Anti-Jacksonians eine knappe Mehrheit mit gerade einmal 5 Mandaten Vorsprung. Der politische Ton und der Wahlkampf waren härter als dies bisher in den Vereinigten Staaten der Fall gewesen war. Andrew Jackson wurde zu einer politischen Größe, die von seinen Anhängern ebenso glühend unterstützt wurde, wie sie von den Gegnern verteufelt wurde. Der politische Kampf zwischen den beiden Gruppen sollte sich auch in den nächsten Wahlen fortsetzen.
Frauen und Sklaven waren weder wahlberechtigt noch wählbar. In vielen Bundesstaaten waren auch freie Afroamerikaner von der Wahl ausgeschlossen. Das Wahlrecht für freie Männer war außerdem an einen gewissen Grundbesitz oder an ein bestimmtes Steueraufkommen gebunden.

## Wahlergebnis
- Jacksonians 104 Sitze
- Anti-Jacksonians: 109 Sitze

Gesamt: 213
Veränderungen im Verlauf der Legislaturperiode, die nicht die Wahlen an sich betreffen, sind bei diesen Zahlen nicht berücksichtigt, werden aber im Artikel über den 19. Kongress im Abschnitt über die Mitglieder des Repräsentantenhauses bei den entsprechenden Namen der Abgeordneten vermerkt. Das Gleiche gilt für Wahlen in Staaten, die erst nach dem Beginn der Legislaturperiode der Union beitraten. Daher kommt es in den Quellen gelegentlich zu unterschiedlichen Angaben, da manchmal Veränderungen während der Legislaturperiode in die Zahlen eingearbeitet wurden und manchmal nicht.